# Hypostomus subcarinatus
Hypostomus subcarinatus är en fiskart som beskrevs av Castelnau, 1855. Hypostomus subcarinatus ingår i släktet Hypostomus och familjen Loricariidae. Inga underarter finns listade i Catalogue of Life.